# Sarcoscypha jurana
Sarcoscypha jurana är en svampart som först beskrevs av Jean Louis Emile Boudier, och fick sitt nu gällande namn av Baral 1984. Sarcoscypha jurana ingår i släktet Sarcoscypha och familjen Sarcoscyphaceae.   Inga underarter finns listade i Catalogue of Life.

## Källor

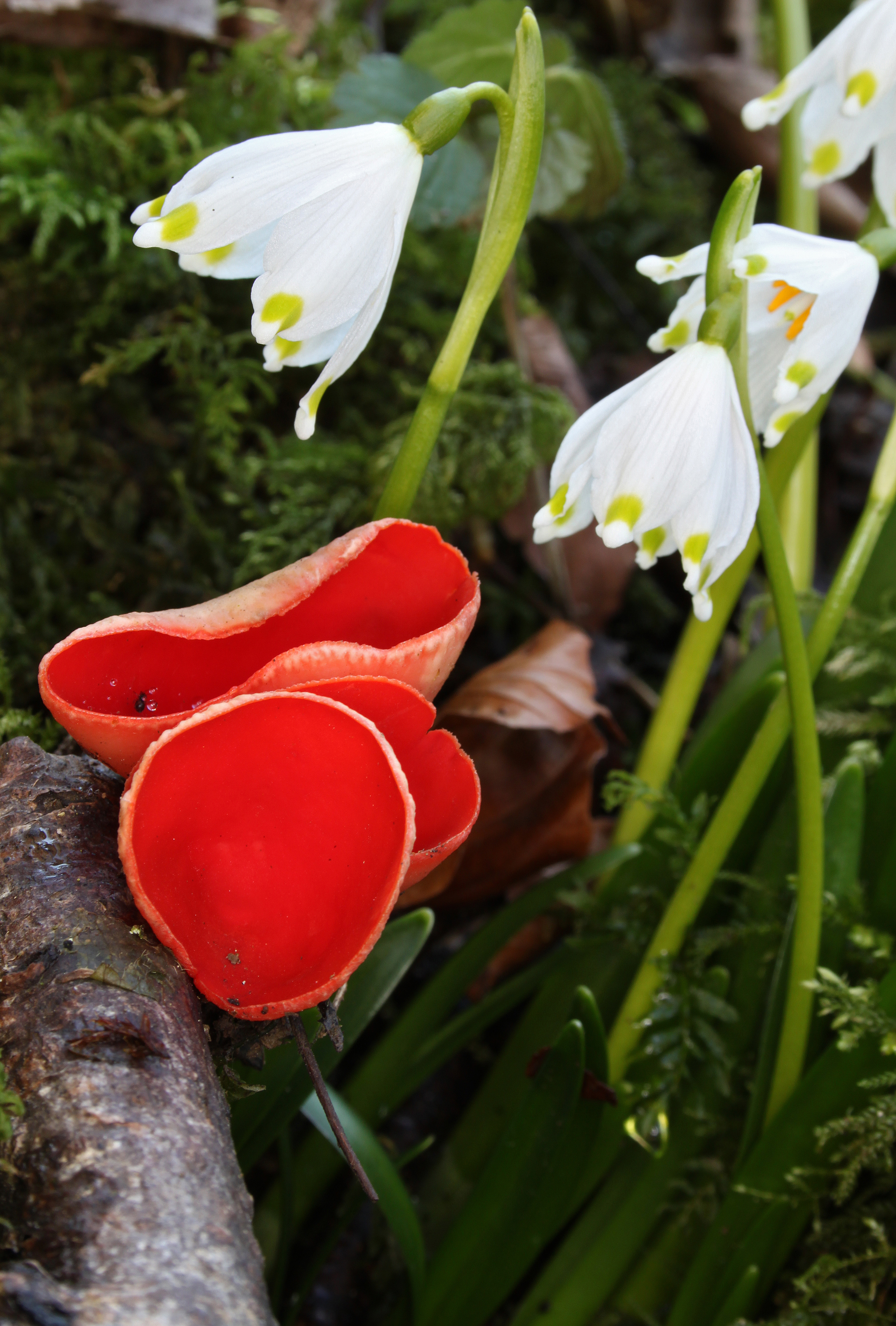
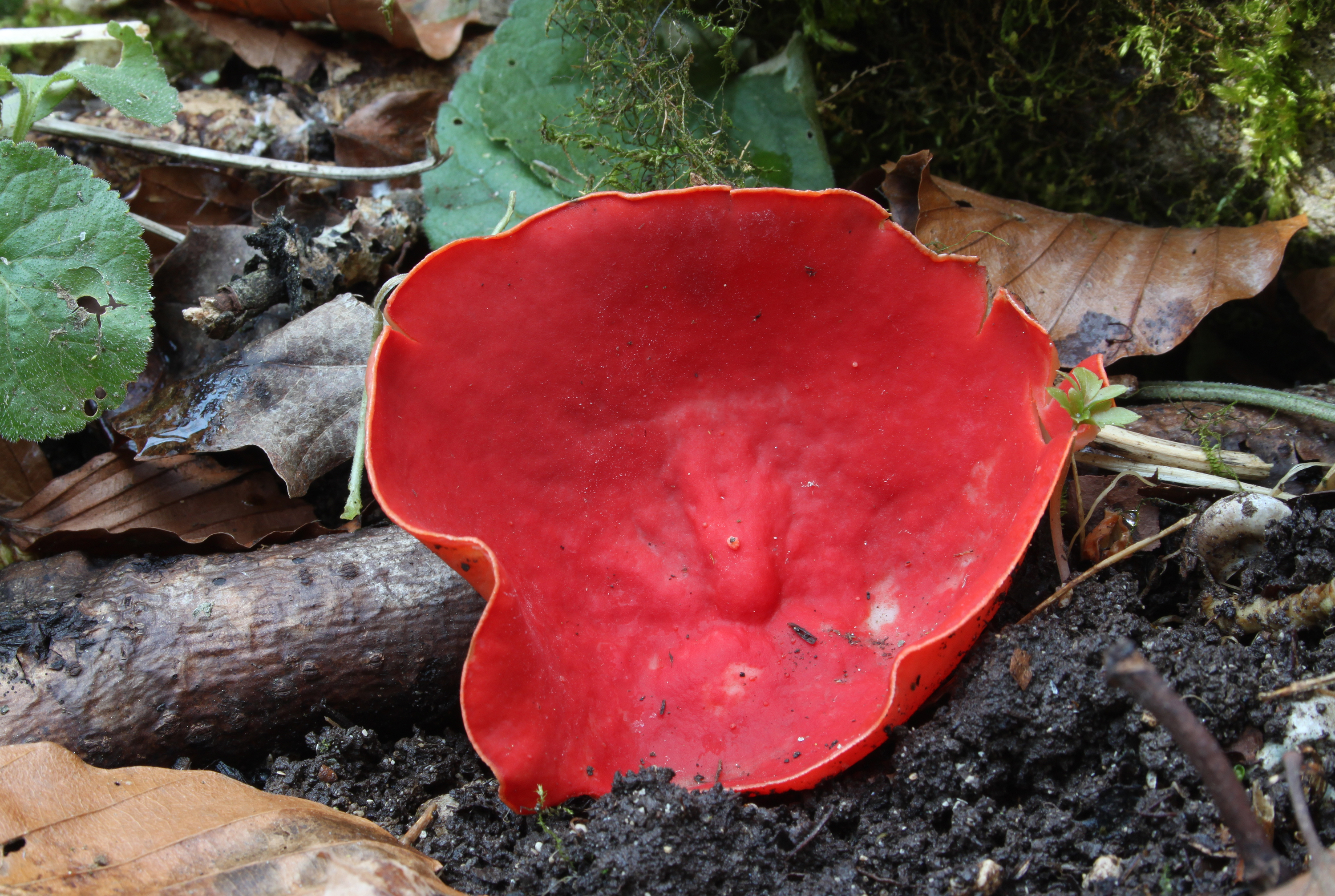
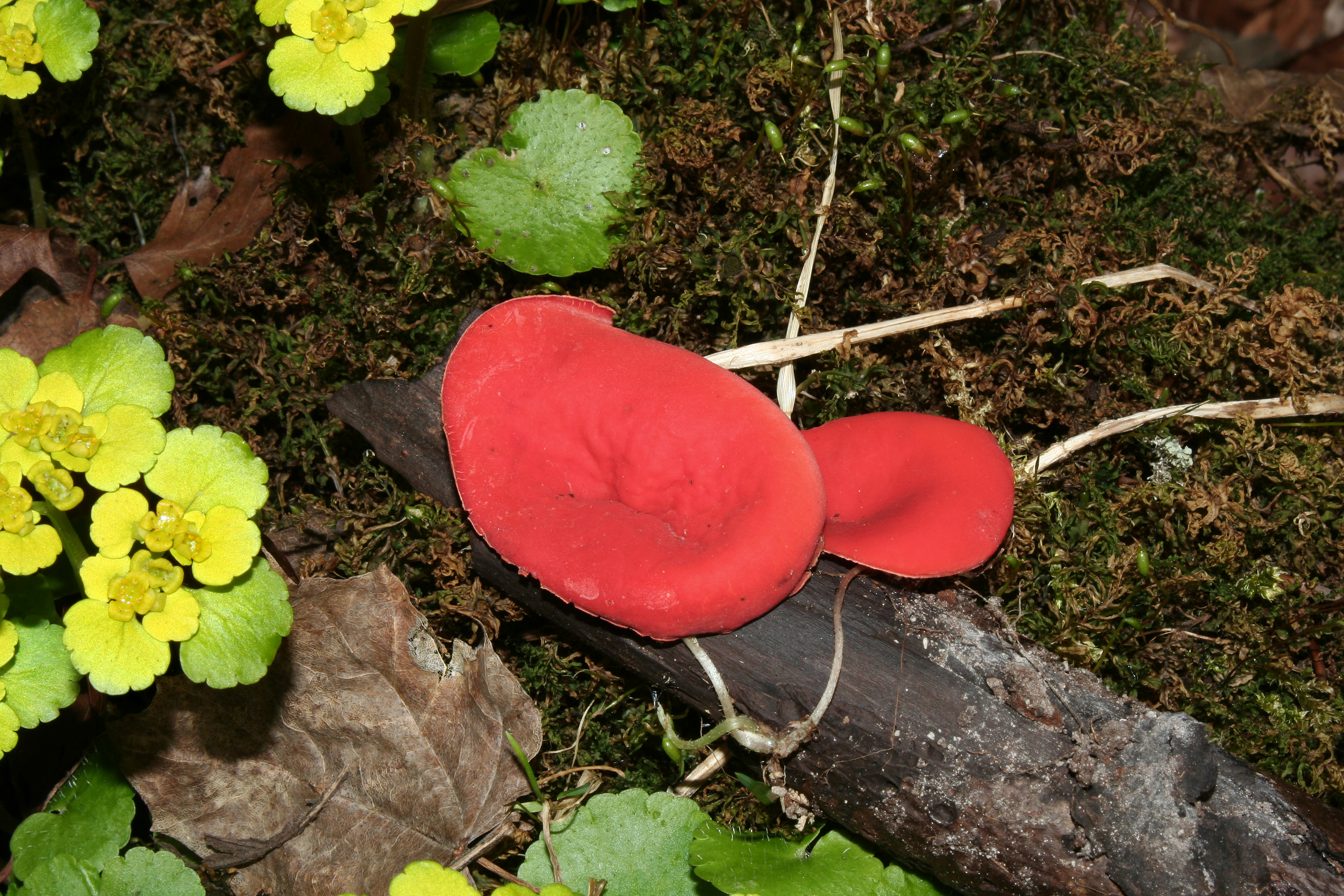